# Liste der Kardinalskreierungen Nikolaus’ III.
Papst Nikolaus III. hat im Verlauf seines Pontifikates (1277–1280) in einem Konsistorium die Kreierung von neun Kardinälen vorgenommen.

## Konsistorium

### 12. März 1278
- Latino Malabranca Orsini, Dominikaner
- Erhard de Lessines, Bischof von Auxerre
- Bentivenga de Bentivengis, Franziskaner, Bischof von Todi
- Robert Kilwardby, Dominikaner, Erzbischof von Canterbury
- Ordoño Álvarez, Erzbischof von Braga
- Gerardo Bianchi, Apostolischer Protonotar
- Girolamo Masci d’Ascoli, Franziskaner, später Kardinalbischof von Palestrina sowie Papst Nikolaus IV.
- Giordano Orsini
- Giacomo Colonna, Archidiakon von Pisa